# جلوريا ريوبن
جلوريا ريوبن (بالإنجليزية: Gloria Reuben)‏ مواليد 9 يونيو 1964 في تورونتو، أونتاريو، كندا، هي ممثلة كندية بدأت مسيرتها الفنية عام 1985.

## الأعمال

### أفلام
- تايمكوب
- لينكون
- القبول

## روابط خارجية
- جلوريا ريوبن على موقع IMDb (الإنجليزية)
- جلوريا ريوبن على موقع ألو سيني (الفرنسية)
- جلوريا ريوبن على موقع أول موفي (الإنجليزية)
- جلوريا ريوبن على موقع قاعدة بيانات برودواي على الإنترنت (الإنجليزية)
- جلوريا ريوبن على موقع قاعدة بيانات الأفلام السويدية (السويدية)
- جلوريا ريوبن على موقع إن إن دي بي (الإنجليزية)
- جلوريا ريوبن على موقع قاعدة بيانات الفيلم (الإنجليزية)
- جلوريا ريوبن على موقع كينوبويسك (الروسية)